# リカルド・ラ・ボルペ
リカルド・アントニオ・ラ・ボルペ・クアルチョーニ（Ricardo Antonio La Volpe Quarchoni, 1952年2月6日 - ）は、アルゼンチン・ブエノスアイレス出身の元同国代表サッカー選手、現サッカー指導者。選手時代のポジションはゴールキーパー。

## 経歴

### 選手
アルゼンチンではCAバンフィエルドとCAサン・ロレンソ・デ・アルマグロに在籍。1979年にメキシコに渡り、アトランテFCとCFオアステペックでプレーした。1975年にアルゼンチン代表デビューし、1978 FIFAワールドカップには控えキーパーとして出場した。

### 指導者

#### メキシコでの経歴
1983年、選手時代の古巣オアステペックで指導者の道を歩み始め、プエブラFC、アトランテFC、CDグアダラハラ、ケレタロFC、クラブ・アメリカ、CFアトラス、デポルティーボ・トルーカFC、CFモンテレイ（いずれもメキシコ）で采配を振るった。攻撃サッカーと若手の育成で名声を得たが、成績はクラブによって様々だった。アトランテを率いた1992-93シーズンにはプリメーラ・ディビシオンで優勝し、トルーカを率いた2002年にも優勝した。

#### メキシコ代表
2002年にはメキシコ代表監督に就任。2003年のCONCACAFゴールドカップではブラジル代表を破り、2004年のコパ・アメリカではアルゼンチン代表から歴史的な勝利を挙げたが、準々決勝でブラジルに敗れた。2005年のCONCACAFゴールドカップでも準々決勝で敗れたが、同年のFIFAコンフェデレーションズカップでは、結果的に優勝するブラジルをグループリーグで破るなど、ベスト4となった。2006 FIFAワールドカップ・北中米カリブ海予選では難なく本大会出場を決めた。これらの好成績の結果、ラボルペ政権下のメキシコ代表はFIFAランキングで最高4位を記録している。2004年にはU-23メキシコ代表を率いてアテネオリンピックに出場したが、グループリーグ敗退に終わった。
2006年のFIFAワールドカップ本大会では、グループリーグでイランに勝利し、アンゴラと引き分け、ポルトガルに敗れた。メキシコ代表は4大会連続で決勝トーナメント進出を果たしたが、決勝トーナメント1回戦ではアルゼンチン代表に延長の末に敗れた。アルゼンチン戦は勝利が目前の状況からマキシ・ロドリゲスに得点を許して逆転され、メキシコ代表監督としての最後の試合となった。チームのプレーぶりについては最終的な評価を下さず、メキシコのメディアに批判された。

#### ボカ・ジュニアーズとベレス
メキシコ代表監督を退任した後、2006年7月24日に公式にボカ・ジュニアーズとの交渉を開始した。8月22日に監督就任で合意に至り、9月15日、アルゼンチン代表監督に就任するアルフィオ・バシーレ監督の後任としてボカ・ジュニアーズ監督に就任した。10月8日のスーペルクラシコではCAリーベル・プレートに1-3で敗れるなど、浮き沈みの激しいスタートだった。10月12日、コパ・スダメリカーナのナシオナル・モンテビデオ（ウルグアイ）戦にPK戦の末に敗れ、大会からの敗退が決定した。アペルトゥーラ2006では3週続けて優勝のチャンスを逃し、同勝ち点のエストゥディアンテス・デ・ラ・プラタと優勝プレーオフを争ったが、1-2で敗れて2位に終わった。敗れたら辞任すると宣言しており、エストゥディアンテス戦後に監督を辞任した。
2007年後半にはCAベレス・サルスフィエルド監督に就任したが、ベレスでの指揮は長く続かなかった。ボカ・ジュニアーズ戦やリーベル・プレート戦では傷を残す敗れ方をし、アペルトゥーラ2007は10位に終わったため、ベレス監督を辞任した。

#### 再びメキシコへ
2008年には再びメキシコに渡り、イサーク・ミスライ監督の後任としてCFモンテレイの監督に就任。クラウスーラ2008の序盤戦は浮き沈みが激しく、5節にようやく初勝利を挙げたが、モンテレイはそのシーズンを8位で終えてリギージャに進出。16得点を挙げたウンベルト・スアソが得点王に輝いたが、リギージャでは準々決勝でサントス・ラグナに2試合合計3-3で敗れた。それまでの2シーズンはリギージャにも出場できず、直前のアペルトゥーラ2007に至っては最下位でレギュラーシーズンを終えていたことから、モンテレイのファンはチームを蘇らせたとしてラボルペを高く評価した。アペルトゥーラ2008ではかなり良いスタートを切ったが、終盤戦に向かうにつれて失速して順位表の下部に沈み、リギージャ出場権を逃した。クラブは契約延長オファーを出さず、ラボルペはモンテレイ監督を退任した。

#### アトラス（2度目）
2009年1月28日には再びアトラス監督に就任したが、クラウスーラ2009とアペルトゥーラ2009では満足いく成績を挙げられず、11月18日、成績不振によりアトラス監督を辞任した。後任にはカルロス・イスチア監督が就任した。

#### コスタリカ代表
2010年9月9日、ロナルド・ゴンサーレス監督の後任として、2014年7月までの契約でコスタリカ代表監督に就任した。2011年のCONCACAFゴールドカップとコパ・アメリカでは低調な成績に終わり、2011年8月12日に退任した。

#### クラブ・アメリカ
2016年9月、イグナシオ・アンブリスに代わってクラブ・アメリカの指揮官に復帰した。2016アペルトゥーラとクラウスーラではリーグ5位で終えたが、続く2017クラウスーラではリーグ9位に留まり決勝プレーオフ進出を逃すと5月8日に辞任を発表した。

## 影響
ラボルペがメキシコサッカー界に大きな影響を与えたことは明白であり、アトラス、トルーカ、アトランテのファンはラボルペに大きな愛情を抱いている。攻撃的な戦術、その醜悪な態度はラボルピスモ (Lavolpismo) と呼ばれ、彼のサッカー哲学を受け継いだ監督らはラボルピスタス (Lavolpistas) と呼ばれる。2006 FIFAワールドカップ・グループリーグのイラン戦ではベンチで煙草を吸っていたが、監督などのスタッフが試合中に煙草を吸うことは許されておらず、国際サッカー連盟 (FIFA) から公式に警告を受けた。ラボルペはFIFAの幹部に電話で「煙草をやめるくらいならサッカーをやめる」と応じたが、後にしぶしぶ警告に同意した。ラボルペの退任を何度も要求していたメキシコのメディアとは頻繁に衝突しており、ジャーナリストに「俺の前から消え失せろ! おまえは何も知らない。俺の邪魔をするな、このクソったれ」と罵ったこともあった。ガーディアン紙はラボルペの攻撃的な態度を皮肉り、大会の最優秀監督に選出した。選手と口論になることも多かったが、良好な関係を築いた選手の多くはラボルペを偉大な監督と認めている。

## 代表歴

### 出場大会
- アルゼンチン代表
  - 1978 FIFAワールドカップ

### 試合数
- 国際Aマッチ 8試合 0得点（1975年-1976年）[9]

| アルゼンチン代表 | 国際Aマッチ | 国際Aマッチ |
| 年               | 出場        | 得点        |
| ---------------- | ----------- | ----------- |
| 1975             | 4           | 0           |
| 1976             | 4           | 0           |
| 通算             | 8           | 0           |

## 指導者成績
| チーム              | 就任         | 退任         | 記録   | 記録 | 記録 | 記録 | 記録   | 記録                           | 記録                |
| チーム              | 就任         | 退任         | 試合数 | 勝利 | 引分 | 敗北 | 勝率   | 最高成績                       | リギージャ 出場回数 |
| ------------------- | ------------ | ------------ | ------ | ---- | ---- | ---- | ------ | ------------------------------ | ------------------- |
| オアステペック      | 1983         | 1985         | 71     | 17   | 30   | 24   | 23.94% |                                | 0                   |
| アトランテ          | 1988         | 1989         | 44     | 19   | 11   | 14   | 43.18% | リギージャ ベスト8             | 1                   |
| グアダラハラ        | 1989         | 1989         | 14     | 2    | 7    | 5    | 14.28% |                                | 0                   |
| ケレタロ            | 1990         | 1991         | 38     | 8    | 16   | 14   | 21.05% |                                |                     |
| アトランテ          | 1991         | 1996         | 185    | 74   | 59   | 52   | 40%    | リギージャ優勝                 | 3                   |
| アメリカ            | 1996         | 1996         | 4      | 1    | 3    | 0    | 25%    |                                | 0                   |
| アトラス1           | 1997         | 2001         | 173    | 76   | 52   | 45   | 44%    | リギージャ準優勝               | 8                   |
| トルーカ            | 2001         | 2002         | 57     | 29   | 9    | 19   | 50.87% | リギージャ ベスト4             | 2                   |
| メキシコ代表        | 2002         | 2006         | 71     | 38   | 17   | 16   | 53.5%  | 2003 ゴールドカップ優勝        | 8                   |
| ボカ・ジュニアーズ2 | 2006         | 2006         | 16     | 7    | 7    | 2    | 43.7%  | プリメーラ・ディビシオン準優勝 |                     |
| ベレス3             | 2007         | 2007         | 28     | 12   | 11   | 5    | 42.8%  |                                |                     |
| モンテレイ          | 2008         | 2008         | 38     | 12   | 13   | 13   | 31.57% | リギージャ ベスト4             | 1                   |
| アトラス            | 2009         | 2009         | 12     | 5    | 2    | 5    | 41.6%  |                                |                     |
| コスタリカ代表      | 2010         | 2011         | 17     | 4    | 8    | 5    | 41%    |                                |                     |
| キャリア通算        | キャリア通算 | キャリア通算 | 756    | 388  | 234  | 134  | 51.3%  | 23回                           |                     |

- 1コパ・リベルタドーレス 2000の成績も含む
- 2コパ・リベルタドーレス 2006の成績も含む
- 3コパ・リベルタドーレス 2007の成績も含む